# Crassinella lunulata
Crassinella lunulata är en musselart som först beskrevs av Conrad 1834.  Crassinella lunulata ingår i släktet Crassinella och familjen Crassatellidae. Inga underarter finns listade i Catalogue of Life.